# Sobiesława
Sobiesława – staropolskie imię żeńskie, złożone z członów Sobie- i -sława ("sława"). Oznacza "zachowująca sławę dla siebie" lub "zapracowująca na sławę dla siebie". Imię w źródłach polskich poświadczone od XIII wieku (1265 rok).
Męski odpowiednik: Sobiesław.
Sobiesława imieniny obchodzi 21 stycznia i 1 grudnia.